# تشارلز ويليام بيل
تشارلز ويليام بيل هو محامي وسياسي كندي، ولد في 25 أبريل 1876، وتوفي في 8 فبراير 1938. انتخب عضو مجلس العموم الكندي.